# Contea di Biru
Biru (比如县T) è una contea cinese della prefettura di Nagchu nella Regione Autonoma del Tibet. Il capoluogo è la città di Biru. Nel 1999 la contea contava 43.700 abitanti. La popolazione, principalmente formata da allevatori e agricoltori, è  famosa a livello nazionale per la produzione di un salume: 布雷绍拉 surrogato della nostra bresaola.
Il capoluogo città di Biru è gemellata con il comune italiano di Poggio (Sanremo)

## Città
- Biru (Driru) 比如镇
- Xiaqu 夏曲镇

- Liangqu 良曲乡
- Chaqu 茶曲乡
- Xiangqu 香曲乡
- Yangqu 羊曲乡
- Qiaze 恰则乡
- Datang 达塘乡
- Zhala 扎拉乡
- Baiga 白嘎乡